# (22362) 1993 FY19
1993 أف واي 19 (ويعرف أيضًا باسم (22362) 1993 أف واي 19 وفق تسمية الكوكب الصغير) (بالإنجليزية: 1993 FY19)‏؛ هو كويكب ضمن حزام الكويكبات.
اكتُشف هذا الجُرم الفلكي بواسطة مسح أوبسالا-إسو للكويكبات والمذنبات ‏ في 17 مارس 1993، وترتيبه 22362 من حيث الاكتشاف.

## الوصف
اكتُشف 223621993FY في 17 مارس 1993 في مرصد لاسيلا، الواقع في صحراء أتاكاما، إقليم كوكيمبو في تشيلي، بواسطة مشروع مسح أوبسالا-إسو للكويكبات والمذنبات ‏ (بالإنجليزية: Uppsala–ESO Survey of Asteroids and Comets)‏ UESAC. وقد رصد المشروع 1,264 مشاهدة للكويكب إلى غاية 8 يوليو 2021 بتوقيت منطقة المحيط الهادئ، أي في مدة قدرها 10,738 يومًا (29.4 عام). تستغرق الفترة المدارية للكويكب 1,490 يومًا (4.1 عام).

## الخصائص المدارية
يتميز مدار هذا الكويكب بنصف محور رئيسي يبلغ 2.55 وحدة فلكية، وحضيض قدره 2.35 وحدة فلكية، وانحراف قدره 0.0799 وزاوية ميلان 7.33 درجة بالنسبة لمسار الشمس. بسبب هذه الخصائص، أي نصف المحور الرئيسي بين 2 و3.2 وحدة فلكية وحضيض أكبر من 1,666 وحدة فلكية، يُصنف هذا الجُرم الفلكي وفقًا لقاعدة بيانات مختبر الدفع النفاث لأجرام النظام الشمسي الصغيرة كائنًا من حزام الكويكبات الرئيسي.

## وصلات خارجية
- (22362) 1993 FY19 في قاعدة بيانات مختبر الدفع النفاث لأجرام النظام الشمسي الصغيرة

- الاكتشاف · مخطط المدار ·  العناصر المدارية · المعلمات المادية

- (22362) 1993 FY19 على موقع ويكي سكاي: DSS2, SDSS, GALEX, IRAS, Hydrogen α, X-Ray, Astrophoto, Sky Map, Articles and images